# Vũ điệu tử thần

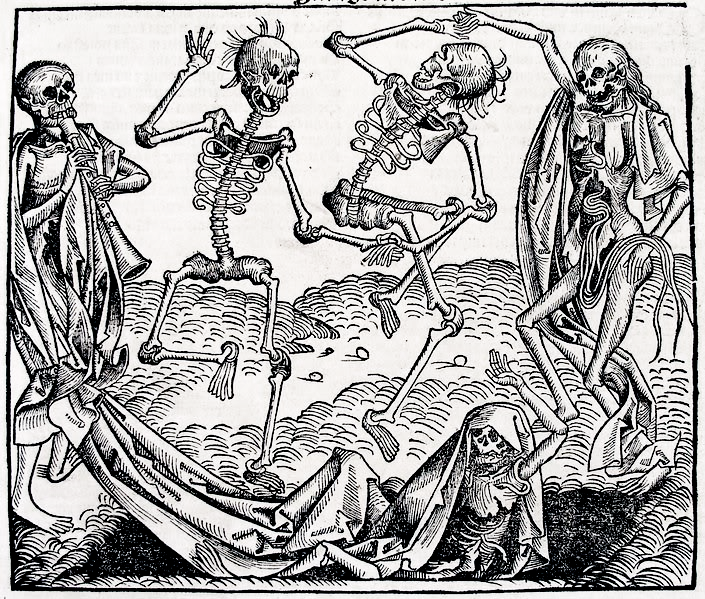
Vũ điệu tử thần - tranh của Michael Wolgemut

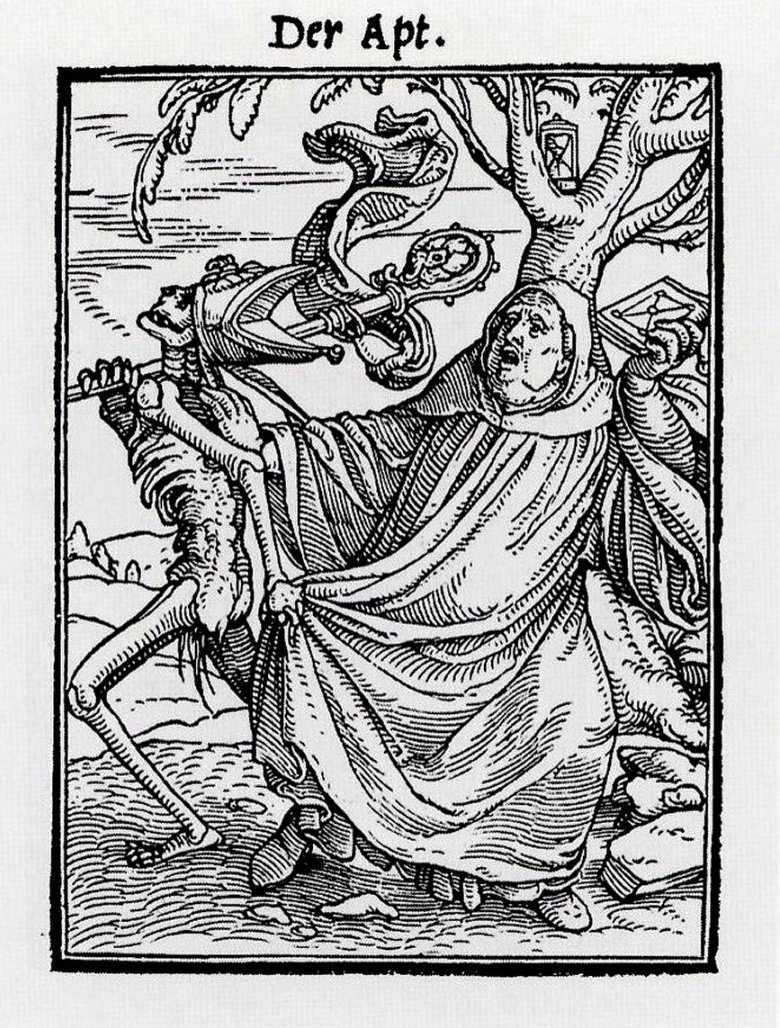
Vũ điệu tử thần - tranh của Hans Holbein the Younger

Vũ điệu tử thần (Tiếng Latinh: Mortis Saltatio, tiếng Hy Lạp cổ: Χορός του Θανάτου, tiếng Đức: Totentanz, tiếng Anh: Dance of Death, tiếng Pháp: Danse macabre, tiếng Ý: Danza macabra, tiếng Tây Ban Nha: Danza de la muerte) – là một câu chuyện ngụ ngôn bằng hội họa thời Trung cổ về cái chết và tính chất phù vân của đời sống con người: Cái chết tập hợp các đại diện từ mọi tầng lớp trong xã hội cùng khiêu vũ với ngôi mộ, trong số này có: nhà vua, nhà sư, giáo hoàng, các chàng trai, cô gái và cả người già lẫn trẻ em...

## Lịch sử
Nội dung chính là ý tưởng về sự tịnh vô của đời sống con người, từng giờ từng phút bị cái chết đe dọa, về tính tạm thời của những lạc thú ở trần gian, về sự bình đẳng của tất cả mọi người trước cái chết.
Ý tưởng tương tự xuất phát từ bản chất của giáo huấn Thiên Chúa giáo nhưng đặc biệt hấp dẫn ở thời đại Trung Cổ, khi điều kiện sống khắc nghiệt, bệnh tật hoành hành thì cái chết có thể là một lối thoát, là con đường dẫn vào một thế giới tốt đẹp hơn.
Ý tưởng về cái chết, về sự phù vân của tất cả mọi thứ ở chốn trần gian đặc biệt phổ biến trong thế kỷ thứ X, khi người ta nghĩ là đã sắp đến ngày tận thế. Sau đó là thời kỳ bệnh dịch lan tràn, người chết chôn không kịp, rồi những cuộc chiến tranh triền miên, rồi thiên tai càng làm cho ý tưởng này trở nên thường xuyên hơn nữa.

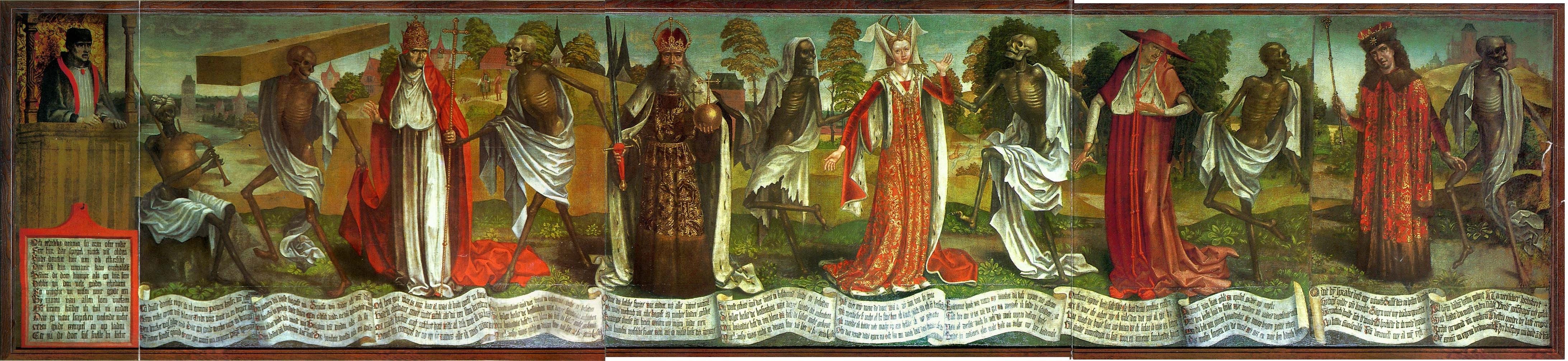
Bernt Notke: Surmatants(Totentanz) in St. Nicholas' Church, Tallinn.